# Real Zaragoza 2005-2006
Questa voce raccoglie le informazioni riguardanti il Real Saragozza nelle competizioni ufficiali della stagione 2005-2006

## Stagione

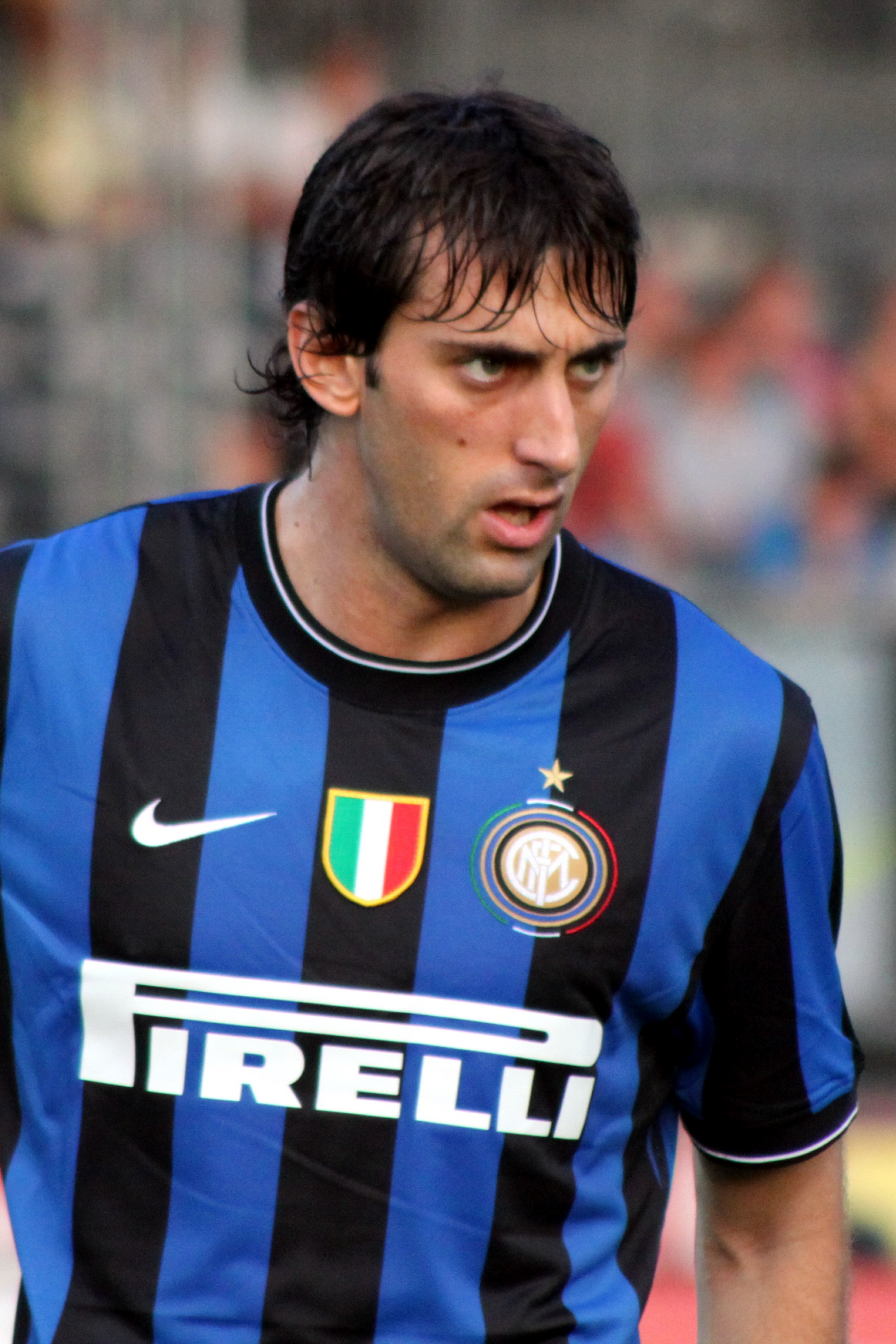
Diego Milito fu il miglior marcatore stagionale del Real Saragozza.

Il Real Saragozza, allenato dal gennaio 2004 da Víctor Muñoz, vinse la prima partita in campionato alla quarta giornata, vincendo alla Romareda il derby contro l'Osasuna per 3-1. Con quella vittoria raggiunse la posizione più alta in classifica, posizionandosi al quarto posto. Tra l'undicesima e la tredicesima giornata si trovò nei pressi della zona retrocessione, per poi posizionarsi stabilmente a metà classifica e concludere la stagione all'undicesimo posto, dopo l'Atlético Madrid e prima del Maiorca.
In Coppa del Re gli aragonesi iniziarono il loro cammino al terzo turno, battendo l'Alicante Club de Fútbol ai calci di rigore. Nel turno successivo pareggiarono per 2-2 in Andalusia contro lo Xerez, e si qualificarono un'altra volta ai rigori. Agli ottavi di finale eliminarono l'Atlético Madrid con una vittoria per 1-0 e un pareggio per 2-2 al ritorno. Ai quarti di finale sconfissero il Barcellona con un risultato complessivo di 5-4, interrompendo una serie di vittorie positive dei catalani che durava da 18 partite, e ottenendo l'accesso alle semifinali, dove incontrarono il Real Madrid, che sconfissero per 6-1. In quell'occasione l'argentino Diego Milito segnò 4 reti. A Madrid gli aragonesi persero per 4-0 ma si qualificarono ugualmente alla finale.
Il 12 aprile 2006, allo Stadio Santiago Bernabéu, l'Espanyol vinse per 4-1. Il gol del Real Saragozza fu segnato da Ewerthon.

## Rosa
| N. |                      | Ruolo | Calciatore                 |
| -- | -------------------- | ----- | -------------------------- |
| 1  | Spagna (bandiera)    | P     | César Sánchez              |
| 3  | Spagna (bandiera)    | D     | Agustín Aranzábal          |
| 4  | Spagna (bandiera)    | D     | Luis Cuartero              |
| 5  | Brasile (bandiera)   | D     | Álvaro                     |
| 6  | Argentina (bandiera) | D     | Gabriel Milito             |
| 7  | Spagna (bandiera)    | C     | José María Movilla         |
| 8  | Spagna (bandiera)    | C     | Cani                       |
| 9  | Spagna (bandiera)    | A     | Sergio García De la Fuente |
| 10 | Brasile (bandiera)   | C     | Sávio                      |
| 11 | Spagna (bandiera)    | C     | Juanjo Camacho             |
| 12 | Paraguay (bandiera)  | D     | Delio Toledo               |
| 13 | Spagna (bandiera)    | P     | Miguel Martínez            |
| 14 | Argentina (bandiera) | C     | Leonardo Ponzio            |

| N. |                      | Ruolo | Calciatore                |
| -- | -------------------- | ----- | ------------------------- |
| 15 | Spagna (bandiera)    | C     | Ángel Lafita              |
| 16 | Spagna (bandiera)    | C     | Albert Celades            |
| 17 | Brasile (bandiera)   | A     | Ewerthon                  |
| 18 | Spagna (bandiera)    | C     | Óscar                     |
| 19 | Spagna (bandiera)    | D     | Chus Herrero              |
| 19 | Spagna (bandiera)    | D     | César Jiménez Jiménez     |
| 20 | Spagna (bandiera)    | C     | David Generelo            |
| 21 | Spagna (bandiera)    | C     | Alberto Zapater           |
| 22 | Argentina (bandiera) | A     | Diego Milito              |
| 23 | Spagna (bandiera)    | C     | Corona                    |
| 24 | Spagna (bandiera)    | D     | Manuel Borja Calbar Simón |
| 25 | Spagna (bandiera)    | P     | Raúl Valbuena             |

## Statistiche

### Statistiche di squadra
| Competizione     | Punti | In casa | In casa | In casa | In casa | In casa | In casa | In trasferta | In trasferta | In trasferta | In trasferta | In trasferta | In trasferta | Totale | Totale | Totale | Totale | Totale | Totale | DR |
| Competizione     | Punti | G       | V       | N       | P       | Gf      | Gs      | G            | V            | N            | P            | Gf           | Gs           | G      | V      | N      | P      | Gf     | Gs     | DR |
| ---------------- | ----- | ------- | ------- | ------- | ------- | ------- | ------- | ------------ | ------------ | ------------ | ------------ | ------------ | ------------ | ------ | ------ | ------ | ------ | ------ | ------ | -- |
| Primera División | 46    | 19      | 6       | 6       | 7       | 26      | 26      | 19           | 4            | 10           | 5            | 20           | 25           | 38     | 10     | 16     | 12     | 46     | 51     | -5 |
| Coppa del Re     | -     | 3       | 2       | 1       | 0       | 12      | 5       | 6            | 3            | 2            | 1            | 6            | 15           | 9      | 3      | 3      | 3      | 18     | 18     | 0  |
| Totale           | -     | 22      | 8       | 7       | 7       | 38      | 31      | 25           | 7            | 12           | 6            | 26           | 40           | 47     | 13     | 19     | 15     | 64     | 69     | -5 |